# استان باری
استان باری (به ایتالیایی: Provincia di Bari) به مساحت ۳٬۸۲۵ کیلومتر مربع یکی از استان‌های ناحیه آپولیای ایتالیاست و مرکز آن شهر باری می‌باشد. 
این استان از ۴۸ شهرستان یا کُمونه تشکیل شده و جمعیت کل آن در سرشماری سال ۲۰۱۰ برابر با ۱٬۲۵۸٬۳۳۵ نفر بوده است. 
استان باری از نظر جمعیتی اولین در ناحیهٔ آپولیا و پنجمین در کل ایتالیاست.
این استان در شرق خود با دریای آدریاتیک، در غرب با باسیلیکاتا (استان‌های ماترا و پوتنزا)، در شمال با استان بارلتا-آندریا-ترانی و در جنوب با استان‌های تارانتو و بریندیسی هم‌مرز است.
استان باری تا پیش از سال ۲۰۰۴ که استان بارلتا-آندریا-ترانی پایه‌گذاری شد دارای ۴۸ شهرستان بود اما پس از آن ۷ شهرستان خود و جمعیتی پیرامون ۳۹۰٬۰۰۰ سکنه را از دست داد.

## کُمونه‌های استان باری
| نشان         | کمونه                | مساحت (به km²) | جمعیت     | تراکم (نفر در هرkm²) |
| ------------ | -------------------- | -------------- | --------- | -------------------- |
| آپولیا       |                      |                |           |                      |
|              | آکوا ویوا دله فونتی  | ۱۳۰٬۹۸         | ۲۱٫۱۶۸    | ۱۶۱٬۶                |
|              | آدلفیا               | ۲۹             | ۱۷٫۱۸۵    | ۵۶۰                  |
|              | آلبروبلو             | ۴۰             | ۱۱٫۰۴۰    | ۲۷۶                  |
|              | آلتامورا             | ۴۲۷٬۷۵         | ۷۰٫۷۸۹    | ۵۶۰                  |
|              | باری                 | ۱۱۶            | ۳۲۰٫۲۷۸   | ۲۷۶۱٬۰۲              |
|              | بینتو                | ۱۷             | ۲٫۰۵۵     | ۱۲۰٬۸۸               |
|              | بیتتو                | ۳۵             | ۱۱٫۳۵۱    | ۳۲۴                  |
| align=center | align=right\|بیتونتو | ۱۷۲٬۸۲         | ۵۶٫۳۰۴    | ۳۲۶                  |
|              | بیتریتو              | ۱۷٬۶۵          | ۱۰٫۵۳۰    | ۵۹۶                  |
|              | کاپورسو              | ۱۴٬۸۸          | ۱۵٫۲۶۲    | ۱٫۰۲۵                |
|              | کاساماسیما           | ۷۷٬۴۱          | ۱۸٫۵۷۹    | ۲۴۰                  |
|              | کاسانو دله مورجه     | ۸۹٬۴۲          | ۱۳٫۲۶۰    | ۱۴۸                  |
|              | کاستلانا گروته       | ۶۷٬۹۶          | ۱۹٫۱۴۷    | ۲۸۲                  |
|              | چلاماره              | ۵٬۸۳           | ۵٫۵۰۷     | ۹۴۴                  |
|              | کونورسانو            | ۱۲۶٬۹۲         | ۲۵٫۶۵۵    | ۲۰۲                  |
|              | کوراتو               | ۱۶۷٬۶۹         | ۴۷٫۴۴۵    | ۲۸۲                  |
|              | جویا دل کوله         | ۲۰۶٬۴۸         | ۲۷٫۹۴۹    | ۱۳۵                  |
|              | جوویناتزو            | ۴۳٬۷۱          | ۲۰٫۶۷۸    | ۴۷۳                  |
|              | گراوینا این پولیا    | ۳۸۱٬۳۰         | ۴۴٫۲۵۴    | ۱۱۶                  |
|              | گرومو آپولا          | ۸۰٬۶۰          | ۱۳٫۰۴۶    | ۱۶۲                  |
|              | لوکوروتوندو          | ۴۷٬۵۰          | ۱۴٫۱۶۷    | ۲۹۸                  |
|              | مودونیو              | ۳۱٬۹۰          | ۳۸٫۴۵۲    | ۱٫۲۰۵                |
|              | مولا دی باری         | ۵۰٬۷۶          | ۲۶٫۳۷۴    | ۵۲۰                  |
|              | مولفتا               | ۵۸٬۳۲          | ۵۹٫۹۰۵    | ۱٫۰۲۷                |
|              | مونوپولی             | ۱۵۶٬۳۸         | ۴۹٫۶۰۳    | ۳۱۷                  |
|              | نوچی                 | ۱۴۸٫۸۲         | ۱۹٫۴۰۳    | ۱۳۰                  |
|              | نویکاتارو            | ۴۱٬۱۶          | ۲۵٫۴۲۷    | ۶۱۸                  |
|              | پالو دل کوله         | ۷۹٬۰۶          | ۲۱٫۶۳۳    | ۲۷۴                  |
|              | پوجورسینی            | ۴۳٬۱۲          | ۱٫۴۵۴     | ۳۴                   |
|              | پولینیانو آ ماره     | ۶۲٬۵۰          | ۱۷٫۶۶۴    | ۲۸۳                  |
|              | پوتینیانو            | ۹۹٬۱۱          | ۲۷٫۵۲۹    | ۲۷۸                  |
|              | روتیلیانو            | ۵۳٬۲۰          | ۱۸٫۰۸۶    | ۳۴۰                  |
|              | رووو دی پولیا        | ۲۲۲٬۰۴         | ۲۵٫۸۰۹    | ۱۱۶                  |
|              | سامیکله دی باری      | ۳۳٬۸۷          | ۶٫۷۲۹     | ۱۹۹                  |
|              | سانیکاندرو دی باری   | ۵۶٬۰۰          | ۹٫۷۶۲     | ۱۷۴                  |
|              | سانترامو این کوله    | ۱۴۵٬۴۲         | ۲۷٫۵۵۰    | ۱۸۶                  |
|              | ترلیتزی              | ۶۸٬۳           | ۲۷٫۴۰۱    | ۴۰۱                  |
|              | توریتو               | ۷۴٬۵۸          | ۸٫۷۱۰     | ۱۱۷                  |
|              | تریجانو              | ۲۰٬۰۰          | ۲۷٫۵۲۸    | ۱٫۳۷۶                |
|              | توری                 | ۷۰٬۷۷          | ۱۲٫۰۲۰    | ۱۶۸                  |
|              | والنزانو             | ۱۵٬۷۹          | ۱۸٫۳۹۱    | ۱٫۱۶۵                |
| در مجموع     | در مجموع             | ۳٫۸۲۵٬۴۱       | ۱٫۲۵۸٫۳۳۵ | ۳۲۹                  |

## پرجمعیت‌ترین شهرها
| نشان | شهر               | جمعیت   | مساحت به کیلومتر مربع |
| ---- | ----------------- | ------- | --------------------- |
|      | باری              | ۳۲۰٫۲۷۸ | ۱۱۶                   |
|      | آلتامورا          | ۷۰٫۳۱۴  | ۴۲۷                   |
|      | مولفتا            | ۶۰٫۱۱۹  | ۵۸                    |
|      | بیتونتو           | ۵۶٫۳۲۳  | ۱۷۳                   |
|      | مونوپولی          | ۴۹٫۶۰۳  | ۱۵۶                   |
|      | کوراتو            | ۴۷٫۶۹۵  | ۱۶۷                   |
|      | گراوینا این پولیا | ۴۴٫۳۱۳  | ۳۸۱                   |
|      | مودونیو           | ۳۸٫۲۳۱  | ۳۲                    |
|      | جویا دل کوله      | ۲۷٫۹۴۹  | ۲۰۶                   |
|      | سانترامو این کوله | ۲۷٫۵۲۹  | ۱۴۵                   |

## نگارخانه

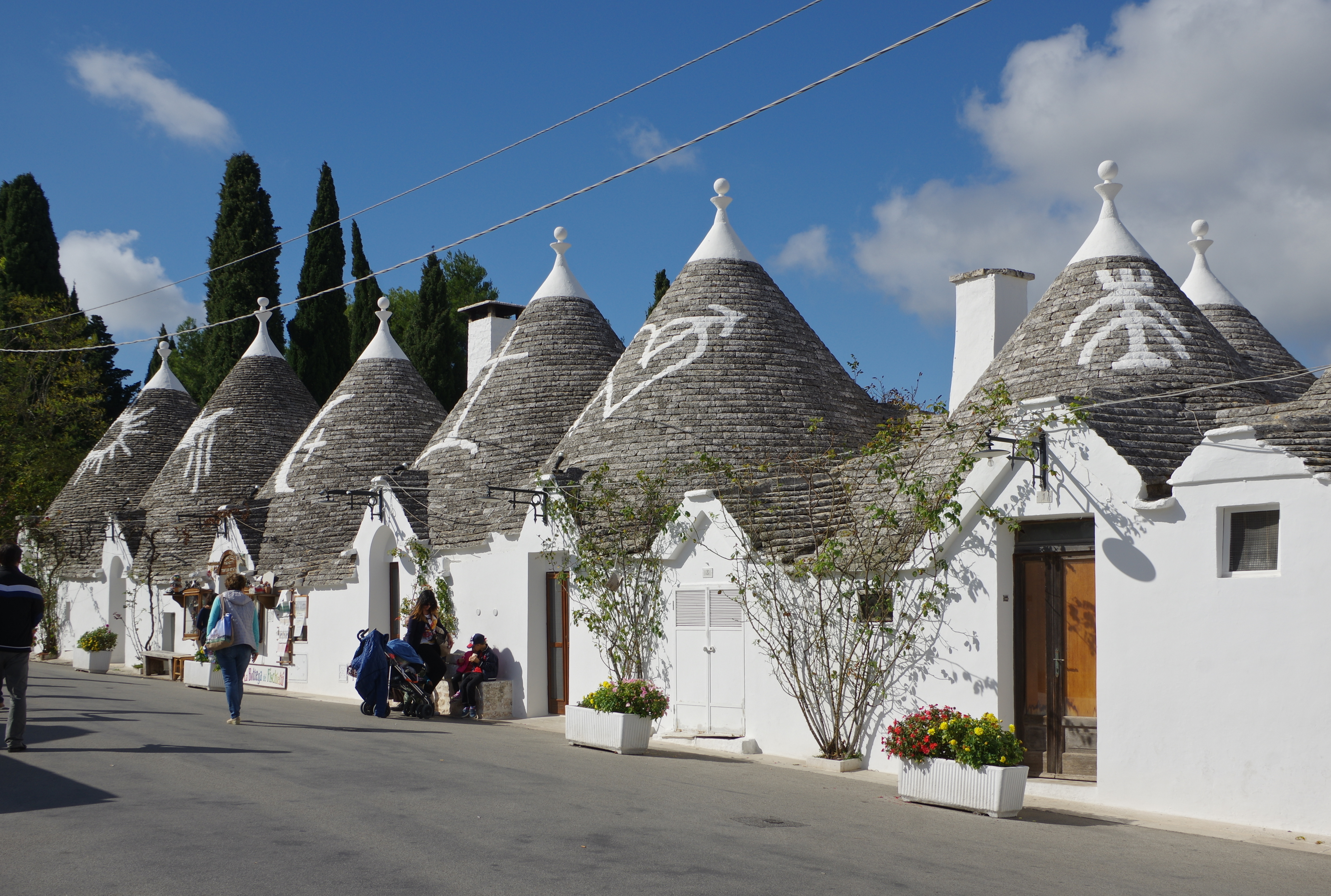
خانه‌هایی موسوم به ترولو در آلبروبلو
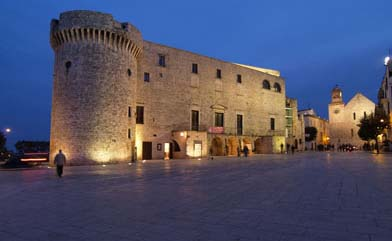
قلعهٔ کونوِرسانو در کونورسانو
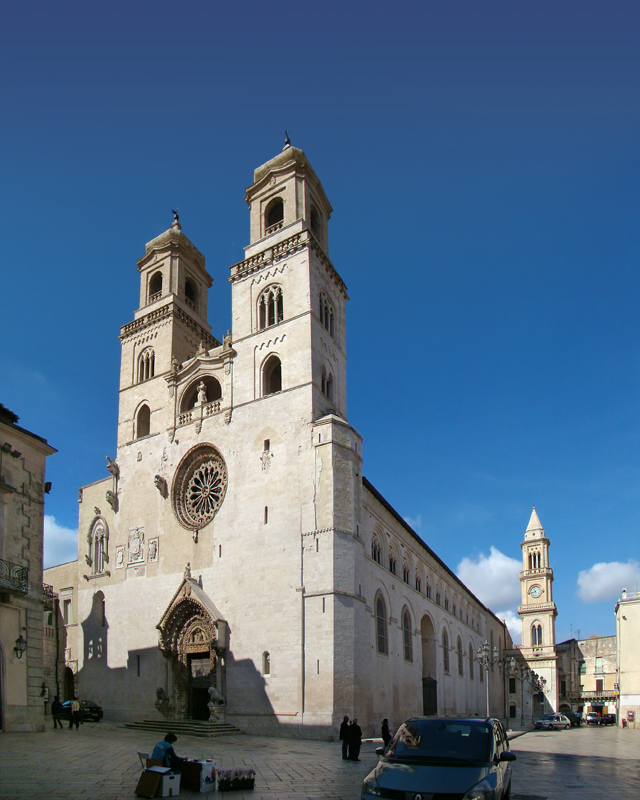
کلیسای جامع سانتا ماریا آسونت در آلتامورا

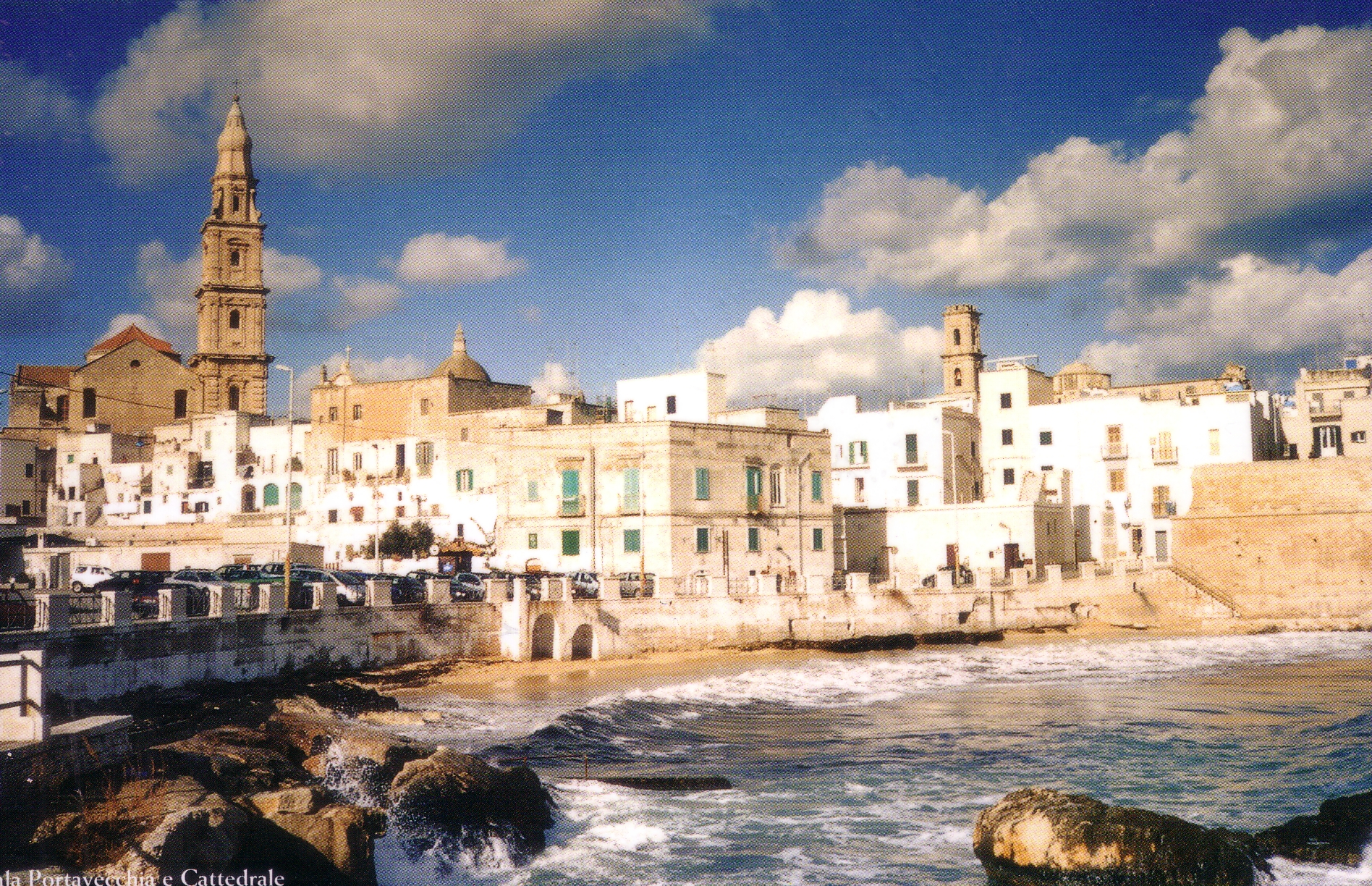
نمایی از مونوپولی
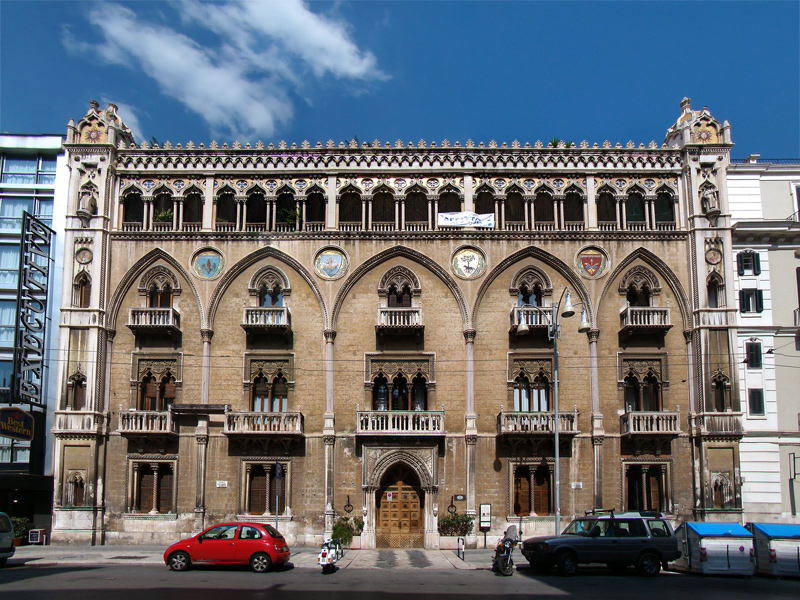
پالاتزو فیتزاروتی یا کاخ فیتزاروتی در باری
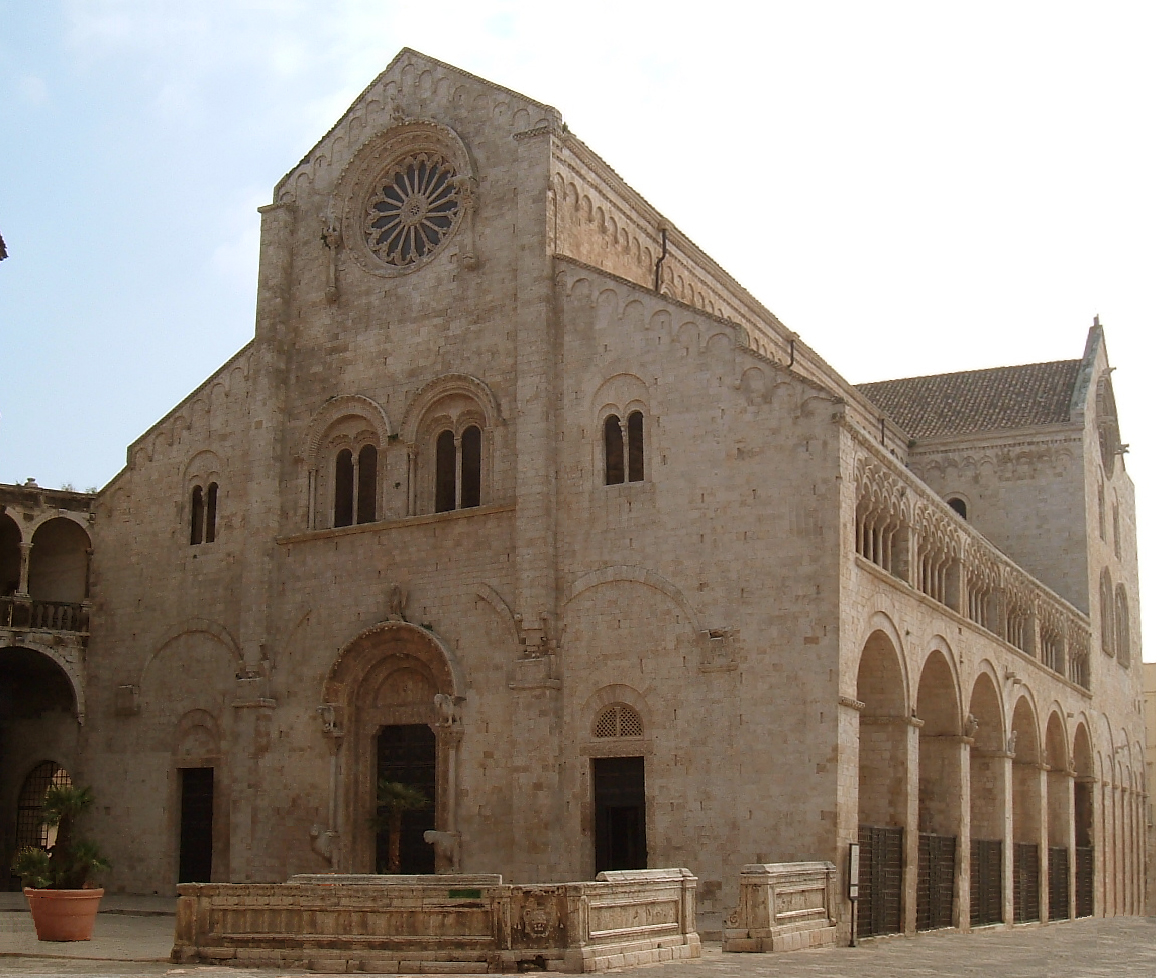
کلیسای جامع بیتونتو

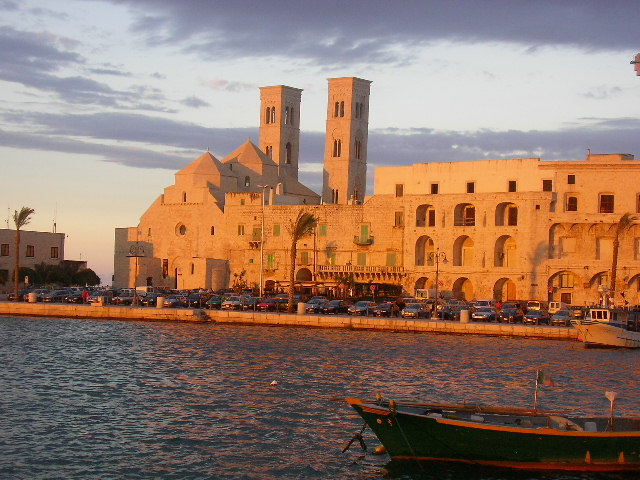
نمایی از بندر مولفِتا
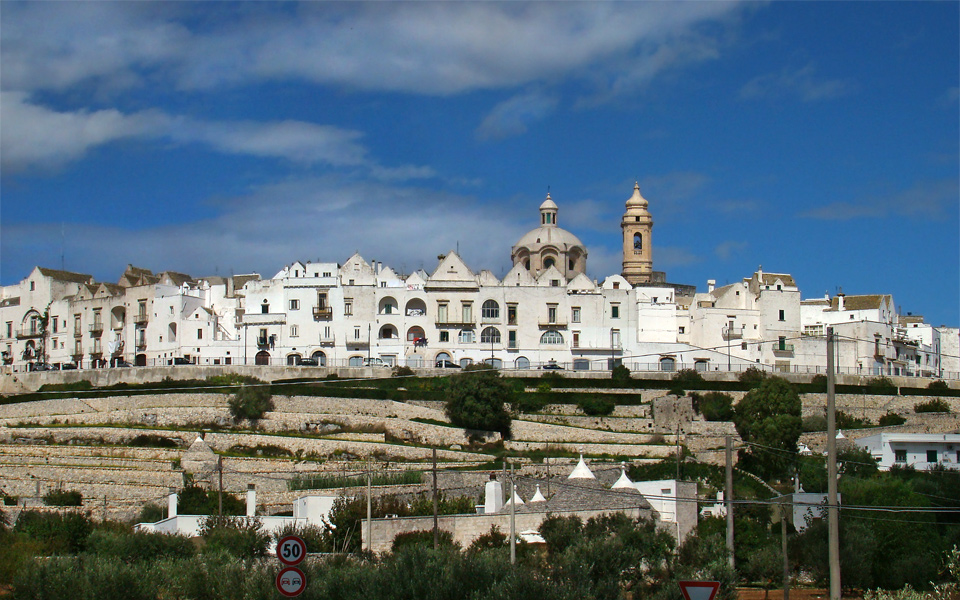
نمایی از لوکوروتوندو